# 20e étape du Tour de France 2007
Pour un article plus général, voir Tour de France 2007.
La 20e étape du Tour de France 2007 a lieu le 29 juillet. Le parcours de 130 kilomètres relie Marcoussis à Paris. Le lieu de Marcoussis a été choisi pour marquer la présence en France de la Coupe du monde de rugby 2007, puisque s'y trouve le Centre national du rugby.

## Profil de l'étape
L'étape ne présente pas de difficulté majeure, il y a seulement deux côtes de 4e catégorie dans la première moitié du parcours.

## Récit
La victoire de la dernière étape est disputée au sprint sur les Champs Élysées, Daniele Bennati l'emporte devant Thor Hushovd et Erik Zabel, c'est la 2e victoire d'étape de Bennati.

## Classement de l'étape
| \| Classement de l'étape \| Classement de l'étape \| Classement de l'étape \| Classement de l'étape \| Classement de l'étape \| \| Coureur \| Coureur \| Pays \| Équipe \| Temps \| \| --------------------- \| --------------------- \| --------------------- \| --------------------- \| --------------------- \| \| 1er \| Daniele Bennati \| Italie \| Lampre-Fondital \| 3 h 51 min 03 s \| \| 2e \| Thor Hushovd \| Norvège \| Crédit Agricole \| + 0 s \| \| 3e \| Erik Zabel \| Allemagne \| Team Milram \| + 0 s \| \| 4e \| Robert Hunter \| Afrique du Sud \| Barloworld \| + 0 s \| \| 5e \| Tom Boonen \| Belgique \| Quick Step-Innergetic \| + 0 s \| \| 6e \| Sébastien Chavanel \| France \| La Française des jeux \| + 0 s \| \| 7e \| Fabian Cancellara \| Suisse \| CSC \| + 0 s \| \| 8e \| David Millar \| Royaume-Uni \| Saunier Duval-Prodir \| + 0 s \| \| 9e \| Robert Förster \| Allemagne \| Gerolsteiner \| + 0 s \| \| 10e \| Manuel Quinziato \| Italie \| Liquigas \| + 0 s \| |                    |                |                       |                 |
| |                    |                |                       |                 |
| |                    |                |                       |                 |
| Classement de l'étape |                    |                |                       |                 |
| Coureur | Coureur            | Pays           | Équipe                | Temps           |
| 1er | Daniele Bennati    | Italie         | Lampre-Fondital       | 3 h 51 min 03 s |
| 2e | Thor Hushovd       | Norvège        | Crédit Agricole       | + 0 s           |
| 3e | Erik Zabel         | Allemagne      | Team Milram           | + 0 s           |
| 4e | Robert Hunter      | Afrique du Sud | Barloworld            | + 0 s           |
| 5e | Tom Boonen         | Belgique       | Quick Step-Innergetic | + 0 s           |
| 6e | Sébastien Chavanel | France         | La Française des jeux | + 0 s           |
| 7e | Fabian Cancellara  | Suisse         | CSC                   | + 0 s           |
| 8e | David Millar       | Royaume-Uni    | Saunier Duval-Prodir  | + 0 s           |
| 9e | Robert Förster     | Allemagne      | Gerolsteiner          | + 0 s           |
| 10e | Manuel Quinziato   | Italie         | Liquigas              | + 0 s           |

## Classement général
Aucun changement au classement général à la suite de cette dernière étape. L'Espagnol Alberto Contador (Discovery Channel) conserve son maillot jaune de leader et remporte l'édition 2007 du Tour de France. Il devance donc l'Australien Cadel Evans (Predictor-Lotto) de vingt-trois secondes et l'Américain Levi Leipheimer (Discovery Channel) de 31 secondes.
L'Américain Levi Leipheimer, 3e du classement général, est disqualifié en 2012 pour ses pratiques dopantes entre 1999 et 2007 et apparait donc rayé dans le classement si dessous.
| \| Classement général \| Classement général \| Classement général \| Classement général \| Classement général \| \| Coureur \| Coureur \| Pays \| Équipe \| Temps \| \| ------------------ \| ------------------ \| ------------------ \| ------------------ \| ------------------ \| \| 1er \| Alberto Contador \| Espagne \| Discovery Channel \| 91 h 00 min 26 s \| \| 2e \| Cadel Evans \| Australie \| Predictor-Lotto \| + 23 s \| \| 3e \| Levi Leipheimer \| États-Unis \| Discovery Channel \| DQ \| \| 4e \| Carlos Sastre \| Espagne \| CSC \| + 7 min 08 s \| \| 5e \| Haimar Zubeldia \| Espagne \| Euskaltel-Euskadi \| + 8 min 17 s \| \| 6e \| Alejandro Valverde \| Espagne \| Caisse d'Épargne \| + 11 min 37 s \| \| 7e \| Kim Kirchen \| Luxembourg \| T-Mobile \| + 12 min 18 s \| \| 8e \| Yaroslav Popovych \| Ukraine \| Discovery Channel \| + 12 min 25 s \| \| 9e \| Mikel Astarloza \| Espagne \| Euskaltel-Euskadi \| + 14 min 14 s \| \| 10e \| Óscar Pereiro \| Espagne \| Caisse d'Épargne \| + 14 min 25 s \| |                    |            |                   |                  |
| |                    |            |                   |                  |
| |                    |            |                   |                  |
| Classement général |                    |            |                   |                  |
| Coureur | Coureur            | Pays       | Équipe            | Temps            |
| 1er | Alberto Contador   | Espagne    | Discovery Channel | 91 h 00 min 26 s |
| 2e | Cadel Evans        | Australie  | Predictor-Lotto   | + 23 s           |
| 3e | Levi Leipheimer    | États-Unis | Discovery Channel | DQ               |
| 4e | Carlos Sastre      | Espagne    | CSC               | + 7 min 08 s     |
| 5e | Haimar Zubeldia    | Espagne    | Euskaltel-Euskadi | + 8 min 17 s     |
| 6e | Alejandro Valverde | Espagne    | Caisse d'Épargne  | + 11 min 37 s    |
| 7e | Kim Kirchen        | Luxembourg | T-Mobile          | + 12 min 18 s    |
| 8e | Yaroslav Popovych  | Ukraine    | Discovery Channel | + 12 min 25 s    |
| 9e | Mikel Astarloza    | Espagne    | Euskaltel-Euskadi | + 14 min 14 s    |
| 10e | Óscar Pereiro      | Espagne    | Caisse d'Épargne  | + 14 min 25 s    |

## Classements annexes
| Classement par points | Classement par points | Classement par points | Classement par points | Classement par points |
| Coureur               | Coureur               | Pays                  | Équipe                | Points                |
| --------------------- | --------------------- | --------------------- | --------------------- | --------------------- |
| 1er                   | Tom Boonen            | Belgique              | Quick Step-Innergetic | 256 pts               |
| 2e                    | Robert Hunter         | Afrique du Sud        | Barloworld            | 234 pts               |
| 3e                    | Erik Zabel            | Allemagne             | Team Milram           | 232 pts               |
| 4e                    | Thor Hushovd          | Norvège               | Crédit Agricole       | 186 pts               |
| 5e                    | Sébastien Chavanel    | France                | La Française des jeux | 181 pts               |

| Classement par points | Classement par points | Classement par points | Classement par points | Classement par points |
| Coureur               | Coureur               | Pays                  | Équipe                | Points                |
| --------------------- | --------------------- | --------------------- | --------------------- | --------------------- |
| 1er                   | Tom Boonen            | Belgique              | Quick Step-Innergetic | 256 pts               |
| 2e                    | Robert Hunter         | Afrique du Sud        | Barloworld            | 234 pts               |
| 3e                    | Erik Zabel            | Allemagne             | Team Milram           | 232 pts               |
| 4e                    | Thor Hushovd          | Norvège               | Crédit Agricole       | 186 pts               |
| 5e                    | Sébastien Chavanel    | France                | La Française des jeux | 181 pts               |

| Classement de la montagne | Classement de la montagne | Classement de la montagne | Classement de la montagne | Classement de la montagne |
| Coureur                   | Coureur                   | Pays                      | Équipe                    | Points                    |
| ------------------------- | ------------------------- | ------------------------- | ------------------------- | ------------------------- |
| 1er                       | Mauricio Soler            | Colombie                  | Barloworld                | 206 pts                   |
| 2e                        | Alberto Contador          | Espagne                   | Discovery Channel         | 128 pts                   |
| 3e                        | Yaroslav Popovych         | Ukraine                   | Discovery Channel         | 105 pts                   |
| 4e                        | Cadel Evans               | Australie                 | Predictor-Lotto           | 92 pts                    |
| 5e                        | Laurent Lefèvre           | France                    | Bouygues Telecom          | 85 pts                    |

| Classement de la montagne | Classement de la montagne | Classement de la montagne | Classement de la montagne | Classement de la montagne |
| Coureur                   | Coureur                   | Pays                      | Équipe                    | Points                    |
| ------------------------- | ------------------------- | ------------------------- | ------------------------- | ------------------------- |
| 1er                       | Mauricio Soler            | Colombie                  | Barloworld                | 206 pts                   |
| 2e                        | Alberto Contador          | Espagne                   | Discovery Channel         | 128 pts                   |
| 3e                        | Yaroslav Popovych         | Ukraine                   | Discovery Channel         | 105 pts                   |
| 4e                        | Cadel Evans               | Australie                 | Predictor-Lotto           | 92 pts                    |
| 5e                        | Laurent Lefèvre           | France                    | Bouygues Telecom          | 85 pts                    |

| Classement du meilleur jeune | Classement du meilleur jeune | Classement du meilleur jeune | Classement du meilleur jeune | Classement du meilleur jeune |
| Coureur                      | Coureur                      | Pays                         | Équipe                       | Temps                        |
| ---------------------------- | ---------------------------- | ---------------------------- | ---------------------------- | ---------------------------- |
| 1er                          | Alberto Contador             | Espagne                      | Discovery Channel            | 91 h 00 min 26 s             |
| 2e                           | Mauricio Soler               | Colombie                     | Barloworld                   | + 16 min 51 s                |
| 3e                           | Amets Txurruka               | Espagne                      | Euskaltel-Euskadi            | + 49 min 34 s                |
| 4e                           | Bernhard Kohl                | Autriche                     | Gerolsteiner                 | + 1 h 13 min 27 s            |
| 5e                           | Kanstantsin Siutsou          | Biélorussie                  | Barloworld                   | + 1 h 15 min 16 s            |

| Classement du meilleur jeune | Classement du meilleur jeune | Classement du meilleur jeune | Classement du meilleur jeune | Classement du meilleur jeune |
| Coureur                      | Coureur                      | Pays                         | Équipe                       | Temps                        |
| ---------------------------- | ---------------------------- | ---------------------------- | ---------------------------- | ---------------------------- |
| 1er                          | Alberto Contador             | Espagne                      | Discovery Channel            | 91 h 00 min 26 s             |
| 2e                           | Mauricio Soler               | Colombie                     | Barloworld                   | + 16 min 51 s                |
| 3e                           | Amets Txurruka               | Espagne                      | Euskaltel-Euskadi            | + 49 min 34 s                |
| 4e                           | Bernhard Kohl                | Autriche                     | Gerolsteiner                 | + 1 h 13 min 27 s            |
| 5e                           | Kanstantsin Siutsou          | Biélorussie                  | Barloworld                   | + 1 h 15 min 16 s            |

| Classement par équipes | Classement par équipes | Classement par équipes | Classement par équipes |
| Équipe                 | Équipe                 | Pays                   | Temps                  |
| ---------------------- | ---------------------- | ---------------------- | ---------------------- |
| 1re                    | Discovery Channel      | États-Unis             | 273 h 12 min 52 s      |
| 2e                     | Caisse d'Épargne       | Espagne                | + 19 min 36 s          |
| 3e                     | CSC                    | Danemark               | + 22 min 10 s          |
| 4e                     | Rabobank               | Pays-Bas               | + 36 min 24 s          |
| 5e                     | Euskaltel-Euskadi      | Espagne                | + 46 min 46 s          |

| Classement par équipes | Classement par équipes | Classement par équipes | Classement par équipes |
| Équipe                 | Équipe                 | Pays                   | Temps                  |
| ---------------------- | ---------------------- | ---------------------- | ---------------------- |
| 1re                    | Discovery Channel      | États-Unis             | 273 h 12 min 52 s      |
| 2e                     | Caisse d'Épargne       | Espagne                | + 19 min 36 s          |
| 3e                     | CSC                    | Danemark               | + 22 min 10 s          |
| 4e                     | Rabobank               | Pays-Bas               | + 36 min 24 s          |
| 5e                     | Euskaltel-Euskadi      | Espagne                | + 46 min 46 s          |